# Langya
Langya (en chino, 琅琊; pinyin, Lángyá) es un distrito urbano bajo la administración directa de la Prefectura Chuzhou en la Provincia de Anhui, República Popular China. Su área es de 227 km² y su población total para 2010 superó los 310 mil habitantes. 

## Administración
Desde julio de 2023, el  Distrito Langya se divide en 10 pueblos administrados en subdistritos.